# Lonhlupheko
Lonhlupheko là một khu dân cư ở inkhundla Lugongolweni, vùng Lubombo, miền đông Eswatini. Khu vực này có khí hậu bán khô hạn và thường xuyên bị hạn hán. Trường tiểu học Lonhlupheko tọa lạc tại đây.